# Abul Faradž Al Isfahani
Abul Faradž Al Isfahani (polno ime Ali Ibn Al Husajn Abul Faradž Al Isfahani). arabski pesnik in pisatelj, * 897, † 967.
Živel je na dvorih Omajadov v Alepu in Bagdadu. V literarni enciklopediji v 20 zvezkih Knjiga pesmi (Kitab alagani), v kateri je uporabljal zgodnjo zvrst adaba, je zbral 100 uglasbenih pesmi in biografsko-zgodovinske podatke o pesnikih in glasbenikih, ki so zdaj vir vedenja o politično-kulturnem življenju predislamske dobe in prvih 3. stoletij islama.